# Cayo Francisquí
Cayo Francisqui, também conhecido como Cayo Franciski, é um cayo do Mar do Caribe que está protegido por ser parte do Parque Nacional de Los Roques, ao norte de Venezuela que administrativamente forma parte das Dependências Federais da Venezuela como um dos cayos do Arquipélago de Los Roques.

## Localização
Localiza-se no Caribe Venezuelano ao norte da capital do país, ao oeste de Cayo Nordisquí e ao nordeste do vizinho Gran Roque no extremo norte do parque nacional.

## Ilhas Integrantes
Na realidade se trata de três cayos próximos chamados Francisqui e de origem coralina:
- Francisqui Abajo
- Francisqui Medio
- Francisqui Arriba

## Turismo
É um popular destino turístico, uma das maiores atrações do arquipélago com brancas praias e uma piscina natural, se prática o mergulho e o snorkeling.